# 瓦利歐樂園2 被盜的財寶
《瓦利歐樂園2 被盜的財寶》是一款由任天堂開發第一部開發，任天堂發行在Game Boy和Game Boy Color的平台動作遊戲，Game Boy版於1998年3月在歐美發售，Game Boy Color版於10月21日在日本發售（Game Boy Color首發遊戲之一，歐美版於翌年2月發售）。本作是瓦里奥樂園系列的第3作，為《超級瑪利歐樂園3 瓦利歐樂園》與《Virtual Boy 瓦利歐樂園 亞馬遜的秘寶》之後。
在本作的設定中，玩家需要控制瓦利歐並必須從糖漿船長那裡找回他失去的寶藏。

## 玩法
在本作中，瓦利歐沒有生命值或剩餘命數，即使他受到敵人的傷害或被剌針擊中，他也幾乎總是掉落幾枚硬幣並向後倒退。此外，沒有遊戲結束的概念，因為沒有從平台上掉下來的元素，這在平台動作遊戲中很常見的設計。而「瓦利歐不死身」的功能亦延續到後續系列作品中。

## 劇情
在一個安靜的黎明時刻，瓦利歐居住的瓦利歐城堡被女海盜糖漿船長率領的「黑糖團」入侵。 黑糖團隊偷走了城堡的寶藏，淹沒了城堡，並改變了城堡的標記。在忙碌的早晨，瓦利歐即將醒來，弄清楚發生了什麼事後，他展開在周圍的土地上追逐之旅。

## 評價
《瓦利歐樂園2 被盜的財寶》獲得了一致好評。《電子遊戲月刊》授予它「月度遊戲」獎，他們的四位評論家稱讚了它龐大的規模、眾多的秘密和多樣化的遊戲玩法。